# Municipio de Lynden
El municipio de Lynden (en inglés: Lynden Township) es un municipio ubicado en el condado de Stearns en el estado estadounidense de Minnesota. En el año 2010 tenía una población de 1938 habitantes y una densidad poblacional de 29,46 personas por km².

## Geografía
El municipio de Lynden se encuentra ubicado en las coordenadas 45°23′39″N 94°6′48″O / 45.39417, -94.11333. Según la Oficina del Censo de los Estados Unidos, el municipio tiene una superficie total de 65.78 km², de la cual 61,52 km² corresponden a tierra firme y (6,47 %) 4,26 km² es agua.

## Demografía
Según el censo de 2010, había 1938 personas residiendo en el municipio de Lynden. La densidad de población era de 29,46 hab./km². De los 1938 habitantes, el municipio de Lynden estaba compuesto por el 98,14 % blancos, el 0,26 % eran afroamericanos, el 0,21 % eran amerindios, el 0,57 % eran asiáticos y el 0,83 % eran de una mezcla de razas. Del total de la población el 0,46 % eran hispanos o latinos de cualquier raza.